# Florence Church Bullard
Florence Church Bullard (1880-1967) fue una enfermera estadounidense que recibió la Cruz de guerra francesa con una estrella de bronce. Después de una carrera como maestra de escuela en Glens Falls, Nueva York, cambió su profesión a la enfermería. Bullard se graduó en 1913 de la Escuela de Enfermería de las Hermanas de San Francisco, dirigida por la Clínica Mayo en Rochester, Minnesota, e inicialmente siguió una carrera en el sector de la atención médica privada. En 1916, se unió a la Cruz Roja Americana como parte del Cuerpo de Ambulancias Motorizadas de Voluntarios Estadounidenses asignado al Hospital de Evacuación 13 en Neuilly-sur-Seine, Francia.
Aunque la Primera Guerra Mundial había estallado en 1914, Estados Unidos no participó militarmente en el conflicto hasta el 6 de abril de 1917. El cuerpo de ambulancias se asoció con la Cruz Roja Británica para transportar a los soldados aliados heridos desde el campo de batalla a los hospitales en Francia. Cuando cesaron los servicios de enfermería en el hospital al final de la guerra, Bullard recibió la bandera que había ondeado sobre el hospital. Por su servicio durante el conflicto, la nación de Francia le otorgó la Cruz de guerra con una estrella de bronce, junto con una mención que indicaba que se mantuvo firme en sus responsabilidades incluso cuando los bombardeos del enemigo se acercaron peligrosamente al hospital. En septiembre de 1918, se convirtió en la primera mujer estadounidense en ser tan honrada por Francia.

«Ha mostrado una sangfroid imperturbable bajo los bombardeos más violentos de marzo y mayo. A pesar de su peligrosidad, buscó, consoló y asistió a los heridos. Su actitud fue especialmente brillante el 31 de julio, cuando las bombas estallaron cerca».
— La mención que acompaña a la medalla Cruz de guerra.

Después del final de la guerra, una vez más se convirtió en enfermera privada y, en un momento, fue nombrada superintendente de enfermería en el Hospital Nettie Bowne en Poughkeepsie, Nueva York. En su número de mayo de 1920, The Scribner's Magazine publicó «Soissons», un poema escrito por Hardwicke Nevin y dedicado a Bullard. Ella y otras 23 enfermeras experimentadas fueron reclutadas para unirse al «Programa Chautauqua de la Cruz Roja» para recorrer los Estados Unidos promoviendo la buena salud a través del saneamiento y la atención domiciliaria. Al final de su carrera de enfermería, Bullard fue asistente del superintendente en el Bowne Memorial Hospital de Poughkeepsie en el condado de Dutchess, Nueva York.
A lo largo de su vida, Bullard había mantenido estrechos vínculos con las Hermanas de Santa María, creyendo que su carrera como enfermera no era más que un testimonio de sus buenas obras. A medida que su salud empeoró en su vida posterior y su vista comenzó a desvanecerse, Bullard entregó su Cruz de guerra y la mención que la acompañaba a las hermanas en 1961, con el comentario, «no son mías en absoluto, pero seguramente fueron obsequiadas a mí en reconocimiento a las Hermanas de Santa María y su maravilloso trabajo en la creación y realización de la Escuela de Enfermería».